# Abierto Mexicano de Tenis 1998 - Qualificazioni doppio
Le qualificazioni del doppio dell'Abierto Mexicano de Tenis 1998 sono state un torneo di tennis preliminare per accedere alla fase finale della manifestazione. I vincitori dell'ultimo turno sono entrati di diritto nel tabellone principale. In caso di ritiro di uno o più giocatori aventi diritto a questi sono subentrati i lucky loser, ossia i giocatori perdenti nell'ultimo turno e nel turno finale ma ben classificati.
Le qualificazioni del doppio del torneo prevedevano 4 coppie partecipanti di cui una è entrata nel tabellone principale.

## Teste di serie
1. Adriano Ferreira /  Eric Taino (primo turno)

1. Alberto Berasategui /  Jordi Burillo (primo turno)

## Qualificati
1. Dominik Hrbatý  /   Sargis Sargsian (qualificati)

## Tabellone

### Legenda
| - Q = Qualificato - WC = Wild card - LL = Lucky loser | - ALT = Alternate - SE = Special Exempt - PR = Protected Ranking | - w/o = Walkover - r = Ritirato - d = Squalificato |

|  | Primo turno | Primo turno                       | Primo turno | Primo turno | Primo turno |  |  | Ultimo turno                      | Ultimo turno                      | Ultimo turno                      | Ultimo turno | Ultimo turno |  |
|  |             |                                   |             |             |             |  |  |                                   |                                   |                                   |              |              |  |
|  |             | Ramón Delgado Alejandro Hernández | 6           | 6           | 6           |  |  |                                   |                                   |                                   |              |              |  |
|  | 1           | Adriano Ferreira Eric Taino       | 4           | 7           | 3           |  |  | Ramón Delgado Alejandro Hernández | Ramón Delgado Alejandro Hernández | Ramón Delgado Alejandro Hernández | 5            | 5            |  |
|  |             | Dominik Hrbatý Sargis Sargsian    | 3           | 6           | 6           |  |  | Dominik Hrbatý Sargis Sargsian    | Dominik Hrbatý Sargis Sargsian    | Dominik Hrbatý Sargis Sargsian    | 7            | 7            |  |
|  | 2           | Alberto Berasategui Jordi Burillo | 6           | 3           | 2           |  |  |                                   |                                   |                                   |              |              |  |